# Биданово
Бида́ново (рос. Быданово) — присілок у складі Білохолуницького району Кіровської області, Росія. Адміністративний центр та єдиний населений пункт Бидановського сільського поселення.
Населення поселення становить 454 особи (2017; 455 у 2016, 459 у 2015, 461 у 2014, 453 у 2013, 473 у 2012, 482 у 2010, 535 у 2002).
Національний склад станом на 2002 рік — росіяни 97 %.